# 글루카곤
글루카곤(Glucagon)은 이자의 알파 세포에서 생산되는 펩타이드 호르몬이다. 체내의 혈당의 양이 기준치 이하로 내려갈 경우 이자에서 글루카곤을 분비, 간에서 글리코젠을 포도당으로 분해해 혈당량을 증가시키는 작용을 한다. 이자(췌장)의 베타세포에서 합성되는 인슐린과는 반대 작용을 하고, 따라서 글루카곤과 인슐린은 피드백 관계에 있다.

## 기능

글루카곤에 의한 글리코겐 대사 조절

글루카곤은 일반적으로 포도당신생합성과 글리코겐 분해를 촉진하여 혈중 포도당의 농도를 증가시킨다.
포도당은 다당류인 글리코겐 형태로 간에 저장되어 있다. 간세포는 글루카곤 수용체를 가지고 있다. 글루카곤이 수용체에 결합하면 간세포는 글리코겐을 포도당 분자로 분해하여 혈류로 내보낸다(글리코겐 분해). 저장된 글리코겐이 고갈되면 글루카곤은 간과 신장으로 하여금 포도당을 새로 합성하게 한다. 글루카곤은 간에서 일어나는 해당을 차단하고 해당 과정의 중간체들이 포도당신생합성에 참여하도록 한다.
글루카곤은 또한 지방 분해를 통한 포도당 생성 속도를 조절한다. 제1형 당뇨병 같은 인슐린 억제 상태에서 글루카곤은 지방 분해를 유도한다.
아직 경로가 밝혀지지는 않았지만 글루카곤은 중추신경계에 의존하여 생산되는 것으로 간주된다. 무척추동물의 눈자루를 제거하면 글루카곤 생산에 영향을 미친다는 보고가 있다. 가재의 눈자루를 잘라내면 글루카곤에 의한 고혈당이 생겼다.

## 의학적 사용

글루카곤의 구조

### 저혈당
심한 저혈당으로 의식이 없거나 혹은 다른 이유로 포도당을 섭취할 수 없는 환자의 경우 응급처치로 글루카곤을 주사한다. 성인의 경우 대개 1 mg을 근육이나 정맥 또는 피하 주사 하면 혈당이 빠르게 회복된다. 주사 형태의 글루카곤 가루 제형이므로 사용 전에 멸균된 물로 녹여서 사용한다. 이는 호르몬이 용액 상태에서는 극도로 불안정하기 때문이다. 용액 상태로 녹은 글루카곤은 아밀로이드 섬유, 즉 글루카곤 펩타이드로 이루어진 단백질 사슬이 마구 얽힌 결정을 이룰 수 있다. 이 상태의 글루카곤은 몸이 흡수해서 사용할 수 없다. 글루카곤을 물에 녹이는 과정이 번거롭기 때문에 이것을 대신할 수 있는 방법이 연구되고 있다.

### 베타 차단제 과다
베타 차단제 과다로 인한 중독을 치료하는데 글루카곤이 사용된다. 글루카곤은 심근 수축 강도를 높이고, 신장 혈관 저항을 감소시키며, 세포 내 cAMP를 높인다. 이러한 이유로 글루카곤은 베타 차단제로 인한 심장독성을 치료하는데 이용된다.

### 아나필락시스
아나필락시스 환자로 베타 차단제를 쓰는 사람들은 에피네프린에 저항성이 있다. 이 경우 저혈압을 치료하기 위해 글루카곤을 정맥 주사할 수 있다.

### 음식물로 인한 식도 폐색
글루카곤은 하부 식도 괄약근을 이완하여 스테이크 하우스 증후군(steakhouse syndrome) 치료에 이용할 수 있다. 비록 글루카곤이 효과가 있다는 증거는 부족한데다, 구역질과 구토를 유발할 수 있지만, 글루카곤의 안전성을 고려하면 차선책이 될 수 있다.

## 역효과
글루카곤은 매우 빠르게 작용한다. 흔한 부작용으로는 두통과 구역질이 있다. 글루카곤은 항응고제와 상호작용하여 출혈을 일으키는 경향이 있다.

### 금기 사항
글루카곤이 다양한 형태의 저혈당에 임상적으로 사용될 수 있지만, 크롬친화세포종 환자에게는 사용해서는 안 된다. 글루카곤이 종양에서 과도하게 생산된 아드레날린과 상호작용하여 혈당치를 급격하게 상승시킬 수 있으며, 고혈당 상태에서 혈압이 위험한 수준으로 높아질 수 있다. 마찬가지로 글루카곤은 반동 저혈당(rebound hypoglycemia) 현상이 일어날 가능성이 있는 인슐린종 환자에게도 사용해서는 안 된다.

## 활성 기작
글루카곤은 원형질 막에 있는 G 단백질 연결 수용체인 글루카곤 수용체에 결합한다. 수용체의 구조가 바뀌면서 α, β 및 γ 소단위가 결합한 이질삼합체(heterotrimer)인 G 단백질이 활성화된다. G 단백질이 수용체와 상호작용하면 α 소단위에 결합한 GDP 분자가 GTP 분자로 교체된다. 이로 인해 α 소단위가 β 및 γ 소단위에서 분리되어 아데닐산 고리화효소 연쇄반응을 활성화한다.
아데닐산 고리화효소는 고리형 아데노신 일인산(cAMP)을 생산하고, cAMP는 단백질 인산화효소 A(cAMP 의존성 단백질 인산화효소)를 활성화한다. 단백질 인산화효소 A는 가인산분해효소 인산화효소를, 가인산분해효소 인산화효소는 글리코겐 가인산분해효소를 활성화하여 가인산분해효소 A라는 활성형으로 전환한다. 가인산분해효소 A는 글리코겐 중합체에서 포도당-1-인산을 방출하는 역할을 한다.
해당과 포도당신생합성의 협동적인 조절 관계는 과당-2,6-이인산을 생성하는 효소의 상태에 맞추어 조절된다. 글루카곤이 개시한 연쇄반응에 의해 활성화된 단백질 인산화효소 A는 과당-2,6-이인산을 분해하는 기능(과당-2,6-이인산분해효소, FBPase-2)과 생성하는 기능(인산과당인산화효소-2, PFK-2)을 모두 갖는 단백질의 세린 잔기를 인산화한다. 이 단백질이 인산화되면 FBPase-2는 활성화되고 PFK-2는 불활성화된다. 따라서 과당-2,6-이인산의 생성 속도는 느려지고 해당 경로로 가는 흐름이 저해되며, 포도당신생합성이 촉진된다. 이상의 과정은 글루카곤이 없을 때, 즉 인슐린이 있는 상황에서는 가역적으로 일어난다.
글루카곤에 의해서 단백질 인산화효소 A가 촉진되면 해당 과정의 효소인 피루브산 인산화효소는 불활성화된다.

## 생리학

### 생산

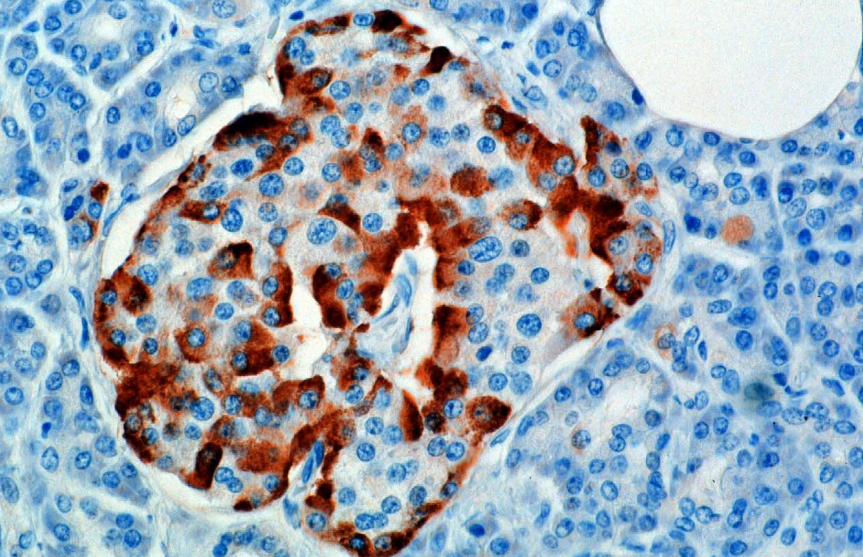
글루카곤을 염색한 현미경 사진

글루카곤은 이자의 내분비 영역에 있는 랑게르한스 섬의 알파 세포에서 합성되어 분비된다. 설치류의 알파세포는 랑게르한스 섬의 바깥 가장자리에 있다. 사람의 경우 랑게르한스 섬 구조가 덜 분리되어 있으며, 알파 세포는 베타 세포 근처에 널리 퍼져 있다.

### 조절
글루카곤은 다음 자극에 의해 분비된다.
- 저혈당
- 에피네프린 ( β2, α2,[20] 그리고 α1형[21] 아드레날린 수용체를 통해)
- 아르기닌
- 알라닌 (종종 근육에 의한 피루브산/글루탐산 아미노기 전이반응에서)
- 아세틸콜린[22]
- 콜레시스토키닌

다음 자극에 의해서는 저해된다.
- 소마토스타틴
- 인슐린 (GABA를 통해)[23]
- PPARγ/레티노이드 X 수용체 이형이합체[24]
- 혈중 유리 지방산과 케토산의 증가[출처 필요]
- 요소 생성 증가

## 구조
글루카곤은 아미노산 29개로 이루어진 폴리펩티드, 즉 펩티드 호르몬(비 스테로이드성)이다. 분자량은 3,485 Da이다. 사람 글루카곤의 일차 구조는 아래와 같다.
- NH2-His-Ser-Gln-Gly-Thr-Phe-Thr-Ser-Asp-Tyr-Ser-Lys-Tyr-Leu-Asp-Ser-Arg-Arg-Ala-Gln-Asp-Phe-Val-Gln-Trp-Leu-Met-Asn-Thr-COOH

이자의 α 세포에서 프로글루카곤이 프로단백질 전환효소 2(proprotein convertase 2)에 의해 잘리면 글루카곤이 된다. 장내분비 세포(enteroendocrine cell)인 L 세포에서는 프로글루카곤이 잘려 다른 생산물인 글리센틴(glicentin), GLP-1(인크레틴), IP-2, GLP-2가 된다.

## 병리학
이자에 글루카곤종(glucagonoma) 등 종양이 생기면 글루카곤이 비정상적으로 많을 수 있다. 증상으로 괴사융해성 이동성 홍반(necrolytic migratory erythema), 아미노산 감소, 고혈당이 있다. 글루카곤 이상 현상만 단독으로 일어나거나 혹은 제1형 다발성 내분비샘 종양과 동반한 현상일 수 있다.

## 역사
1920년대에 킴벌(Kimball)과 멀린(Murlin)이 이자 추출물을 연구하던 중 고혈당 특성을 가진 물질을 발견하였다. '달다'(그리스어: γλυκός)와 '이끌다'(그리스어:  ἄγειν)의 합성어로 추측된다. 1950년대 후반에 글루카곤의 아미노산 서열이 밝혀졌다. 1970년대에 방사성면역측정법이 개발되고 나서 비로소 글루카곤의 생리적 역할과 질병에의 연관성이 밝혀졌다.

## 같이 보기
- 코르티솔
- 당뇨병
- 인슐린
- 랑게르한스 섬
- 이자